# Alessandro Agrimi
Alessandro Agrimi (Lecce, 29 gennaio 1923 – Lecce, 10 dicembre 1999) è stato un avvocato e politico italiano.

## Biografia
Laureato in Giurisprudenza, fu il sindaco di Lecce, dal 1960 al 1963, e venne eletto deputato nella II legislatura e senatore nella IV, VI, VII, VIII legislatura. Fece parte del gruppo della Democrazia Cristiana. Divenne sottosegretario al tesoro del governo Moro III dal 1966 al 1968 e Vicepresidente della commissione Affari Costituzionali dal 1972 al 1974.